# Northvolt
Northvolt AB war ein schwedischer Hersteller von Lithium-Ionen-Akkumulatoren für die Elektromobilität sowie für stationäre Energiespeicher. Das Unternehmen hat seinen Sitz in Stockholm; es wurde 2016 gegründet und beantragte im März 2025 in Schweden Insolvenz.

## Geschichte

### Gründung und Aufbau
Northvolt wurde im Oktober 2016 unter dem Namen „SGF Energy“ gegründet. Die Gründer waren Peter Carlsson und Paolo Cerutti sowie die Private-Equity-Gesellschaft Vargas Holdings. Beide arbeiteten zuvor in führender Position für Tesla in Einkauf und Operations Planning in Kalifornien und waren beim Bau der Tesla Gigafactory 1 zur Batterieherstellung in Nevada beschäftigt.
Am 7. März 2017 stellten die Gründer der Öffentlichkeit ihre Pläne vor. Sie wollten Europas größte Batteriefabrik (Gigafactory #1) errichten, die zugleich auch die „grünste“ Fabrik werde. Neben Skaleneffekten strebte man einen hohen Grad an vertikaler Integration in der Produktionskette an. Im selben Jahr wurde der Firmenname in „Northvolt“ geändert. Als Standort für die Fabrik fiel die Wahl auf die Stadt Skellefteå in Nordschweden und für das Entwicklungslabor auf die Stadt Västerås, rund 100 km westlich von Stockholm. Ausgehend von einer jährlichen Fertigungskapazität von geplanten 32 GWh schätzte man den Investitionsbedarf auf mindestens 4 Mrd. Euro und den Personalbedarf für das Werk auf 2000 bis 2500 Mitarbeiter. Einer der ersten industriellen Partner zur Finanzierung des Projekts war ABB. Danach folgten Vestas, Scania und Siemens.
2018 begannen die Bauarbeiten in Skellefteå und Västerås. 2019 konnte Northvolt eine Kapitalerhöhung in Höhe von 1 Mrd. US-$ für den Bau der Gigafactory platzieren. Die Europäische Investitionsbank sagte im selben Jahr ein Darlehen in Höhe von 350 Mio. Euro für das Bauvorhaben zu. BMW, Volkswagen, Goldman Sachs und Folksam waren weitere namhafte Investoren, wobei die Automobilhersteller zugleich langfristige Rahmenverträge zur Belieferung mit Batterien abschlossen. 2019 verkündete Carlsson, dass die Finanzierung zum Bau des Werks abgeschlossen sei.
Northvolt war in mehreren Kooperationen engagiert. 2018 wurde mit dem US-Batteriehersteller „South Bay Solutions“ in Polen ein gemeinsames Unternehmen in Danzig zur Batterie-Montage gegründet. 2019 vereinbarten Volkswagen und Northvolt ein Joint Venture zum Bau einer Batteriefabrik in Salzgitter. Volkswagen ging eine Beteiligung in Höhe von 20 % an Northvolt ein. Die Zusammenarbeit mit Northvolt in Salzgitter wurde 2021 allerdings von VW beendet. 2020 wurde ein Joint Venture unter dem Namen „Hydrovolt“ mit dem Norwegischen Aluminiumproduzenten Norsk Hydro zum Bau einer Recyclinganlage in Fredrikstad bei Oslo gegründet. Ende 2021 gaben Volvo Car und Northvolt bekannt, ein gemeinsames Entwicklungs- und Forschungszentrum in Göteborg zu errichten, um die Batterieentwicklung und -fertigung voranzutreiben. 2022 vereinbarten Northvolt und der Papierkonzern Stora Enso eine Zusammenarbeit, um Elektroden auf der Grundlage von Holz als Kohlenstoffträger zu entwickeln. Im selben Jahr vereinbarten Northvolt und der portugiesische Energiekonzern Galp den Bau einer Lithiumaufbereitungsanlage unter dem Namen „Aurora“ in der portugiesischen Hafenstadt Setúbal.
Ende 2023 beschäftigte Northvolt rund 5800 Mitarbeiter. Damals hatte man in mehreren Finanzierungsrunden 15 Mrd. US-Dollar eingesammelt. Der Auftragsbestand betrug 50 Mrd. US-Dollar.

### Niedergang und Insolvenz
Im Juni 2024 stornierte BMW einen Auftrag über 2 Mrd. Euro, weil Northvolt nicht rechtzeitig liefern konnte. Ende September 2024 berichtete das Unternehmen über Verzögerungen beim Hochfahren der Fertigungskapazitäten und verkündete angesichts von Liquiditätsproblemen einen Schrumpfkurs. 1600 Stellen sollten gestrichen werden und die Expansionsplanung wurde revidiert. Am 21. November 2024 beantragte Northvolt angesichts von Verbindlichkeiten in Höhe von 5,8 Mrd. US-Dollar und zu geringen Einnahmen ein Restrukturierungsverfahren nach Chapter 11 des Insolvenzrechts der Vereinigten Staaten. Der CEO und Mitgründer Peter Carlsson erklärte den sofortigen Rücktritt, blieb aber Chefberater und Mitglied des Aufsichtsrats. Die Anteile am Gemeinschaftsunternehmen Northvolt Volvo Cars erwarb Volvo. Am 12. März 2025 beantragte das Unternehmen am Stammsitz in Schweden Insolvenz. Im April 2025 übernahm die Traton-Tochter Scania die Sparte Northvolt Systems Industrial des insolventen Batterieherstellers. 
Im August 2025 gab der US-amerikanische Hersteller von Lithium-Schwefel-Batterien Lyten bekannt, die Northvolt-Stammfabrik samt Expansionswerk in Skellefteå, das Entwicklungszentrum in Västerås, das geplante Werk Drei bei Heide sowie sämtliches geistiges Eigentum von Northvolt zu übernehmen. Bereits im November 2024 hatte Lyten das Northvolt-Werk in Kalifornien und Anfang Juli 2025 das Werk in Polen erworben. Sobald die Transaktion abgewickelt ist, sind alle wesentlichen Vermögenswerte liquidiert.

## Staatliche Finanzhilfen für das Werk in Heide
Für den Bau des Werks in Heide gewährte die Bundesregierung über die Kreditanstalt für Wiederaufbau eine Wandelanleihe in Höhe von 600 Mio. Euro. Der Bund und das Land Schleswig-Holstein bürgten je zur Hälfte für die Summe. Nach einem Gutachten von PwC für die Bundesregierung war Northvolt zum Zeitpunkt der Förderbewilligung für das Werk Heide nicht in der Lage, die Serienproduktion von Batterien innerhalb der kommenden drei bis vier Jahre zu bewerkstelligen. Der Bundesrechnungshof monierte in einem Bericht an den Haushaltsausschuss vom Juni 2025, dass die Vergabe von Fördermitteln leichtfertig erfolgt sei. Das Wirtschaftsministerium unter Robert Habeck habe sich über übliche Prüfstandards hinweggesetzt.

## Anteilseigner
| Anteil | Anteilseigner (Stand: 2024)            |
| ------ | -------------------------------------- |
| 23,6 % | Volkswagen AG                          |
| 20,8 % | Goldman Sachs                          |
| 7,8 %  | Vargas Holding (Carl-Erik Lagercrantz) |
| 7,2 %  | Peter Carlsson                         |
| 5,5 %  | ATP (Dänischer Pensionsfonds)          |
| 4,3 %  | Baillie Gifford                        |
| 30,8 % | Sonstige                               |

## Standorte
Der Firmensitz ist Stockholm, dort befindet sich auch die Hauptverwaltung und Unternehmensleitung unter der Bezeichnung „Volthouse“.

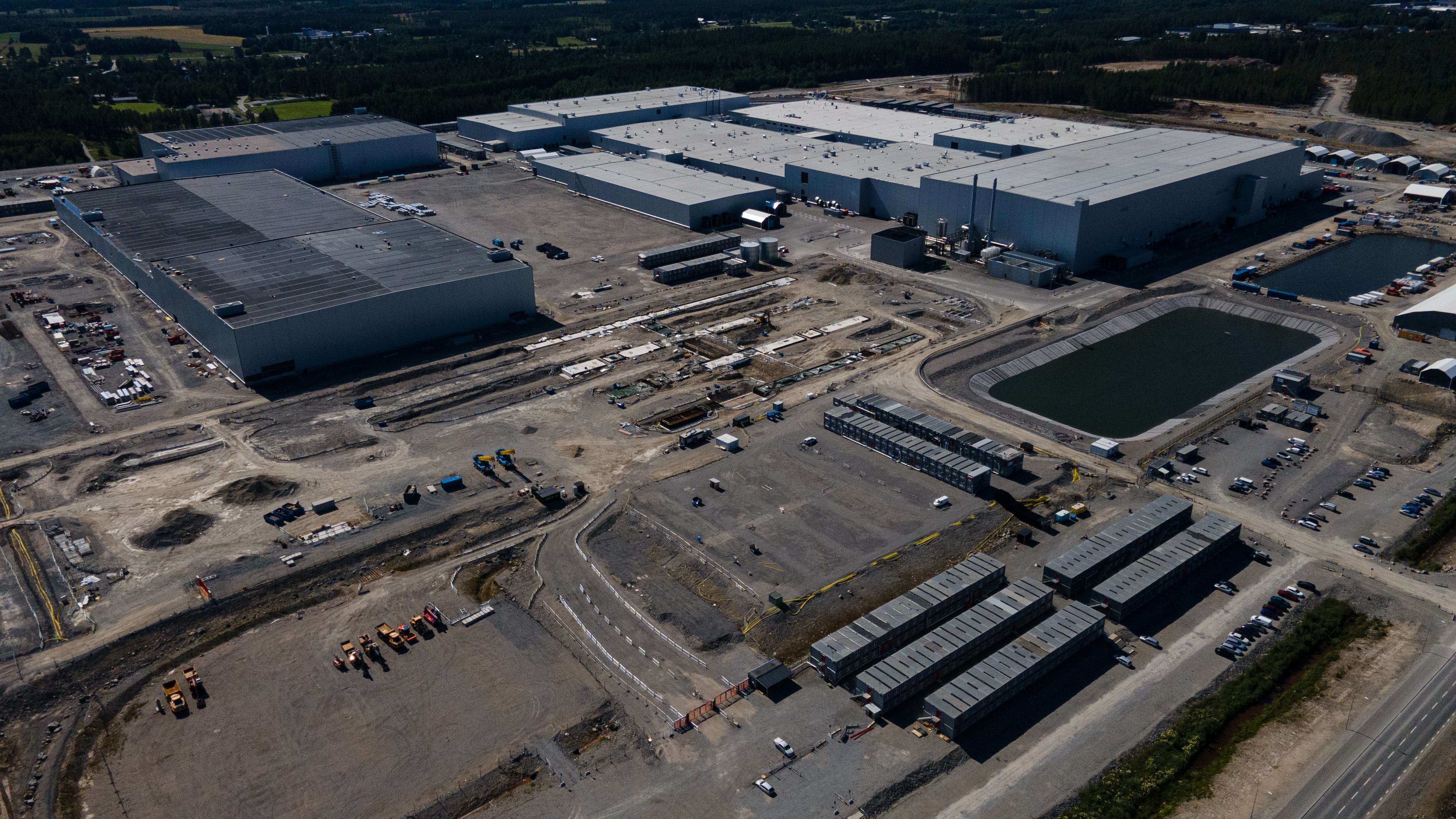
Northvolt Ett (2023)

### Northvolt Ett
Im Juni 2018 erhielt Northvolt die Baugenehmigung für die erste Produktionsstätte des Unternehmens in Skellefteå, die unter der Bezeichnung Northvolt Ett (schwedisch: eins) geführt wird. Northvolt hat dort ein 100 Hektar großes Gelände erworben. Es sollen unter anderem „Premium-Zellen“ für Porsche und Audi produziert werden. In Skellefteå sind regenerative Energiequellen in großem Umfang vorhanden, was die Nachhaltigkeit der Batterieherstellung an diesem Standort begünstigt. Elektrische Energie aus Wasserkraft kann von dem Energieversorger Skellefteå Kraft zu attraktiven Konditionen beschafft werden. Zur Stadt gehört ein Seehafen und in der Region befinden sich mehrere Bergwerke, dies begünstigt die Versorgung mit Rohmaterialien. Die Region verfügt nach der Schließung eines Bergwerks von Boliden über ein Potential an qualifizierten Arbeitskräften. Die Stadt Skellefteå war an der Ansiedlung sehr interessiert. Die Errichtung des Werks sollte in mehreren Bauabschnitten erfolgen. Zunächst war eine Jahreskapazität von 16 GWh an Batterien geplant, Endziel waren 60 GWh.
Die erste in der neuen Fabrik hergestellte und selbst entwickelte Batteriezelle wurde Ende Dezember 2022 der Öffentlichkeit vorgestellt. Zu dem Zeitpunkt arbeiteten 500 Personen in dem Werk. Angeschlossen ist eine Recyclinganlage mit der Bezeichnung „Revolt Ett“. Es war beabsichtigt, ab 2030 50 % des Rohmaterialbedarfs für die Kathodenproduktion aus Sekundärrohstoffen zu gewinnen. Die Ausbauplanung auf 60 GWh wurde im September 2024 zurückgestellt, um sich zunächst auf die Realisierung der ersten Stufe mit 16 GWh konzentrieren zu können.

### Northvolt Labs
Seit 2018 lag das Entwicklungszentrum von Northvolt in Västerås. Produkte wurden hier in zur Serienreife entwickelt und Personal ausgebildet. Die Abteilung beschäftigte 2023 über 1000 Mitarbeiter. Themen waren die technische Auslegung der Batteriezellen sowie des Batteriepakets, Vertiefung der Erkenntnisse über die Kathoden, Methoden der Qualitätskontrolle, Sicherheit, Gestaltung der Fertigung und das Recycling. Der 2021 beschlossene Ausbau des Entwicklungszentrums für 750 Mio. US-$ sollte der Entwicklung neuer Batteriezellmaterialien und -produkte, wie z. B. dem Ersatz von Lithium durch Natrium dienen.

### Northvolt Dwa
Northvolt Dwa (dwa polnisch: zwei) ist ein Montagewerk gemeinsam mit South Bay Solutions, einem US-amerikanischen Spezialisten für die Steuerung und das Wärmemanagement von Batteriesystemen; Standort ist Gdansk, Polen. Die Produktion begann 2019; es sollten 10.000 Batteriemodule pro Jahr gefertigt werden. Geplant waren der Bau von Batterien für stationäre Stromspeicher sowie für kundenbezogene Lösungen beispielsweise bei Motorrädern, Bergbaumaschinen und Fährschiffen. Die Fertigung sollte 2022 mit einer jährlichen Kapazität von fünf Gigawattstunden beginnen. Im November 2024 wurde die Schließung des Werks angekündigt. Im Juli 2025 gab das US Unternehmen Lyten an, das Werk zu übernehmen und die Produktion wieder aufzunehmen.

### Northvolt Drei
Northvolt Drei sollte eine Gigafactory mit Recyclinganlage auf dem Gebiet der Gemeinden Norderwöhrden und Lohe-Rickelshof in der Nähe der Stadt Heide, Schleswig-Holstein werden. Die Jahreskapazität von 60 GWh sollte eine Million Fahrzeuge mit Akkus versorgen. Das geplante Investitionsvolumen lag bei 4,5 Mrd. Euro. Die EU-Kommission bewilligte am 8. Januar 2024
Fördermittel von 902 Millionen Euro für den Bau der Batteriefabrik in Dithmarschen. Die Northvolt-Tochtergesellschaft in Deutschland, die das Werk errichtet, war nach eigenen Angaben Stand Frühjahr 2025 nicht von der Insolvenz der Muttergesellschaft betroffen.

### Novo Energy (früher: Northvolt Volvo Cars)
In Zusammenarbeit mit Volvo Cars war der Bau einer Gigafactory sowie eines Entwicklungszentrums in Göteborg geplant. Es sollten maßgeschneiderte Batteriezellen für Volvo hergestellt werden. Ende Januar 2025 erwarb Volvo Cars die Anteile von Northvolt an dem Gemeinschaftsunternehmen.

### Northvolt Fem
Unter dem Namen Northvolt Fem (schwedisch: fünf) lief die Planung für eine Kathodenfabrik in der Stadt Borlänge, Schweden. Das Werk sollte auf dem Gelände der 2022 von Stora Enso erworbenen stillgelegten Kvarnsveden-Papierfabrik eine Jahreskapazität von 100 GWh erreichen. Im Juni 2024 stellte Northvolt alle Aktivitäten ein.

### Northvolt Six
Northvolt Six war eine geplante Batteriefabrik im Großraum von Montreal, Kanada für eine Jahreskapazität von 60 GWh. Deren Bau begann Ende 2023. Der Produktionsstart war ursprünglich für 2026 geplant, wird sich aber um mindestens ein weiteres Jahr verzögern.

### Northvolt Cuberg
2021 erwarb Northvolt das Start-up-Unternehmen Cuberg in Kalifornien. Cuberg wurde 2015 als Spin-off der Stanford University gegründet und beschäftigt sich mit der Effizienzsteigerung von Lithium-Ionen Batterien. Das Unternehmen wurde im November 2024 von Lyten übernommen.

### Hydrovolt
Northvolt betrieb mit Norsk Hydro in Fredrikstad, Norwegen, ein Recyclingwerk für Lithium-Ionen-Batterien mit einer Kapazität von 12.000 t pro Jahr. Es nahm im Mai 2022 den Betrieb auf und galt 2023 als größtes Recyclingwerk Europas. Im Januar 2025 übernahm Norsk Hydro die Anteile von Northvolt an dem Unternehmen und ist seitdem Alleineigentümer.

### Aurora
Northvolt plante mit dem portugiesischen Energieunternehmen Galp in Setúbal, Portugal, den Bau einer Lithium-Aufbereitungsanlage mit der Bezeichnung Aurora.
Die Planungen für die Anlage wurden im Dezember 2024 von Galp und Northvolt eingestellt.